# جغناب سفلی (کلیبر)
جغناب سفلی یکی از روستاهای استان آذربایجان شرقی است که در دهستان پیغان‌چایی بخش مرکزی شهرستان کلیبر جای دارد.